# Поних, Самуэль Богувер
Самуэль Богувер Поних, немецкий вариант — Самуэль Траугот Паннах (в.-луж. Jurij Měrćink, нем. Samuel Traugott Pannach, 13 января 1748 года, деревня Немске-Енкецы, Лужица — 9 апреля 1798 года, Малешецы, Лужица) — лютеранский священнослужитель, верхнелужицкий писатель и учёный, автор нескольких научно-популярных книг по этнографии и природоведению Лужицы.

## Биография
Родился 13 января 1748 года в семье лютеранского священнослужителя Петра Пониха. Был старшим братом Богачесть Бедриха Пониха. С 1761 года по 1768 год обучался в гимназии в Будишине. С 1768 года по 1771 год изучал теологию в Лейпциге и Виттенберге. Будучи студентом в Лейпциге, принимал участие в серболужицком культурно-просветительском «Сербском просветительском обществе». После окончания теологического обучения возвратился в Лужицу. С 1771 года по 1775 год был помощником настоятеля в деревне Вулке-Ждзары. С 1775 года по 1778 год работал домашним учителем в деревне Дубц. В 1778 году был назначен настоятелем в лютеранском приходе в деревне Вохозы. В 1780 году его перевели настоятелем в Яблоньц и с 1786 года до своей кончины в 1798 году служил в Малешецах.
В 1794 году вступил в научную организацию «Верхнелужицкое научное общество». Публиковал статьи по лужицкой этнографии и природоведению в печатном органе Верхнелужицкого научного общества журнале «Neues Lausitzische Magazin». Свои статьи переводил на верхнелужицкий язык и издавал отдельными книгами в Будишине.

## Сочинения
- Mojim krajomnikam we hornych Łužicach, kak so při jitrach zadźeržeć maja., Budyšin 1777
- Mysle měra w njeměrnym času., 1778.
- Kleine Beiträge zur natürlichen und statistischen Beschaffenheit der Oberlausitz. W: Lausitzer Magazin 1797, str. 410—422
- Reliquien der Feld-, Wald-, Wasser- und Hausgötter unter den Wenden. W: Lausitzer Magazin 1797, str. 741—759
- Milde Stiftungen für Oberlausitzische Wenden. W: Lausitzer Magazin 1799, str. 647—664